# Supernova 2019
Supernova 2019 – 5. edycja łotewskich selekcji Supernova do 64. Konkursu Piosenki Eurowizji w Tel Awiwie.

## Przed konkursem
| Audycje na żywo                 | Audycje na żywo                    |
| Artysta                         | Piosenka                           |
| ------------------------------- | ---------------------------------- |
| Adriana Miglāne                 | „Scared of Love”                   |
| Aivo Oskis                      | „Somebody's Got My Lover”          |
| Alekss Silvērs                  | „Fireworks”                        |
| ATIS                            | „She's on Fire”                    |
| ATOM                            | „Alligator”                        |
| Audiokvartāls                   | „Tu man pajautā”                   |
| August Valdis                   | „Candy like Rain”                  |
| Carousel                        | „That Night”                       |
| Double Faced Eels               | „Fire”                             |
| Dziļi Violets feat. Kozmens     | „Tautasdziesma”                    |
| Edgars Kreilis                  | „Cherry Absinthe”                  |
| Elza Rozentāle                  | „You Came on Tiptoe”               |
| Ēriks Balodis                   | „I Know You Know”                  |
| Ivo Grīsniņš Grīslis            | „Free Your Mind”                   |
| Jeļena Matule                   | „With You”                         |
| Kris & Oz                       | „Midnight Streets”                 |
| Kristiāna                       | „Remedy”                           |
| Kristīne Šomase and Orjan Vatne | „Harmony”                          |
| Laika Upe                       | „Listen to the Way that I Breathe” |
| Laime Pilnīga                   | „Awe”                              |
| Līga Rīdere                     | „Būšu tepat”                       |
| LIIVA                           | „Don't Need Nobody Like You”       |
| Markus Riva                     | „You Make Me So Crazy”             |
| MARTA                           | „Grow Down”                        |
| Miks Dukurs                     | „Life”                             |
| Miks Galvanovskis               | „Fake”                             |
| Miks Galvanovskis               | „Shattered”                        |
| Monta                           | „The Eye of the Beholder”          |
| Peress                          | „Smaragdi un pelni”                |
| Roberts Ķimenis                 | „Over”                             |
| Roberts Memmēns                 | „Feel”                             |
| Samanta Tīna                    | „Cutting the Wire”                 |
| Waterflower                     | „Grow”                             |

## Konkurs

### Artyści
| Artysta                     | Piosenka                           | Autorzy Piosenki                                                                                    |
| --------------------------- | ---------------------------------- | --------------------------------------------------------------------------------------------------- |
| Adriana Miglāne             | „Scared of Love”                   | Jānis Driksna, Monta Ķimene                                                                         |
| Aivo Oskis                  | „Somebody's Got My Lover”          | Ruslans Kuksinovičs, Aivo Oskis                                                                     |
| Alekss Silvērs              | „Fireworks”                        | Aminata Savadogo                                                                                    |
| Carousel                    | „That Night”                       | Mārcis Vasiļevskis, Sabīne Žuga                                                                     |
| Double Faced Eels           | „Fire”                             | Mārtiņš Gailītis, Reinis Straume                                                                    |
| Dziļi Violets feat. Kozmens | „Tautasdziesma”                    | Nauris Brikmanis, Valters Osis, Viesturs Butāns, Edgars Jercums, Jānis Skutelis, Mārtiņš Kozlovskis |
| Edgars Kreilis              | „Cherry Absinthe”                  | Edgars Kreilis, Jūlijs Melngailis, Arnis Račinskis                                                  |
| Elza Rozentāle              | „You Came on Tiptoe”               | Māra Upmane-Holšteine, Mārtiņš Gailītis, Jānis Niedra, Elza Rozentāle, Reinis Straume               |
| Kris & Oz                   | „Midnight Streets”                 | Artūrs Osipovs, Kristīna Morins, Aleksandrs Solovjovs                                               |
| Kristiāna                   | „Remedy”                           | Kristiāna Bumbiere                                                                                  |
| Laika Upe                   | „Listen to the Way that I Breathe” | Armands Varslavāns, Annemarija Linka                                                                |
| Laime Pilnīga               | „Awe”                              | Ervīns Ramiņš, Mārcis Vasiļevskis, Elvijs Mamedovs, Jānis Olekšs                                    |
| Līga Rīdere                 | „Būšu tepat”                       | Arnis Ieviņš, Līga Rīdere                                                                           |
| Markus Riva                 | „You Make Me So Crazy”             | Markus Riva, Roman Nepomiashchyi                                                                    |
| Peress                      | „Smaragdi un pelni”                | Kristīne Pastare, Ieva Katkovska, Iluta Alsberga                                                    |
| Samanta Tīna                | „Cutting the Wire”                 | Arnis Račinskis, Lisbee Stainton, Samanta Tīna                                                      |

### Półfinały

#### 1 półfinał
| 1 półfinał – 26 stycznia 2019 | 1 półfinał – 26 stycznia 2019 | 1 półfinał – 26 stycznia 2019 | 1 półfinał – 26 stycznia 2019 | 1 półfinał – 26 stycznia 2019 | 1 półfinał – 26 stycznia 2019 | 1 półfinał – 26 stycznia 2019 |
| L.p.                          | Artysta                       | Piosenka                      | Wyniki                        | Wyniki                        | Wyniki                        | Wyniki                        |
| L.p.                          | Artysta                       | Piosenka                      | Jury                          | Widzowie                      | Łącznie                       | Miejsce                       |
| ----------------------------- | ----------------------------- | ----------------------------- | ----------------------------- | ----------------------------- | ----------------------------- | ----------------------------- |
| 1                             | Kris & Oz                     | „Midnight Streets”            | 8                             | 8                             | 16                            | 8                             |
| 2                             | Alekss Silvērs                | „Fireworks”                   | 6                             | 7                             | 13                            | 7                             |
| 3                             | Līga Rīdere                   | „Būšu tepat”                  | 6                             | 5                             | 11                            | 6                             |
| 4                             | Laime Pilnīga                 | „Awe”                         | 1                             | 3                             | 4                             | 1                             |
| 5                             | Edgars Kreilis                | „Cherry Absinthe”             | 2                             | 2                             | 4                             | 2                             |
| 6                             | Elza Rozentāle                | „You Came on Tiptoe”          | 5                             | 6                             | 11                            | 6                             |
| 7                             | Aivo Oskis                    | „Somebody's Got My Lover”     | 3                             | 4                             | 7                             | 4                             |
| 8                             | Samanta Tīna„                 | „Cutting the Wire”            | 4                             | 1                             | 5                             | 3                             |

#### 2 półfinał
| 2 półfinał – 2 lutego 2019 | 2 półfinał – 2 lutego 2019  | 2 półfinał – 2 lutego 2019         | 2 półfinał – 2 lutego 2019 | 2 półfinał – 2 lutego 2019 | 2 półfinał – 2 lutego 2019 | 2 półfinał – 2 lutego 2019 |
| L.p.                       | Artysta                     | Piosenka                           | Wyniki                     | Wyniki                     | Wyniki                     | Wyniki                     |
| L.p.                       | Artysta                     | Piosenka                           | Jury                       | Widzowie                   | Łącznie                    | Miejsce                    |
| -------------------------- | --------------------------- | ---------------------------------- | -------------------------- | -------------------------- | -------------------------- | -------------------------- |
| 1                          | Dziļi Violets feat. Kozmens | „Tautasdziesma”                    | 4                          | 4                          | 8                          | 4                          |
| 2                          | Peress                      | „Smaragdi un peln”                 | 2                          | 8                          | 10                         | 5                          |
| 3                          | Laika Upe                   | „Listen to the Way that I Breathe” | 8                          | 6                          | 14                         | 8                          |
| 4                          | Carousel                    | „That Night”                       | 1                          | 3                          | 4                          | 1                          |
| 5                          | Kristiāna                   | „Remedy”                           | 5                          | 7                          | 12                         | 6                          |
| 6                          | Double Faced Eels           | „Fire”                             | 3                          | 2                          | 5                          | 2                          |
| 7                          | Adriana Miglāne             | „Scared of Love”                   | 7                          | 5                          | 12                         | 6                          |
| 8                          | Markus Riva                 | „You Make Me So Crazy”             | 5                          | 1                          | 6                          | 3                          |

### Finał
| Finał – 16 lutego 2019 | Finał – 16 lutego 2019      | Finał – 16 lutego 2019    | Finał – 16 lutego 2019 | Finał – 16 lutego 2019 | Finał – 16 lutego 2019 | Finał – 16 lutego 2019 | Finał – 16 lutego 2019 | Finał – 16 lutego 2019 | Finał – 16 lutego 2019 | Finał – 16 lutego 2019 |
| L.p.                   | Artysta                     | Piosenka                  | Wyniki                 | Wyniki                 | Wyniki                 | Wyniki                 | Wyniki                 | Wyniki                 | Wyniki                 | Wyniki                 |
| L.p.                   | Artysta                     | Piosenka                  | Jury                   | Widzowie               | Widzowie               | Widzowie               | Widzowie               | Widzowie               | Łącznie                | Miejsce                |
| L.p.                   | Artysta                     | Piosenka                  | Jury                   | Telewidzowie           | Internet               | Spotify                | Alfa                   | Łącznie                | Łącznie                | Miejsce                |
| ---------------------- | --------------------------- | ------------------------- | ---------------------- | ---------------------- | ---------------------- | ---------------------- | ---------------------- | ---------------------- | ---------------------- | ---------------------- |
| 1                      | Markus Riva                 | „You Make Me So Crazy”    | 5                      | 23,86%                 | 17,38%                 | 24,48%                 | 42,25%                 | 1                      | 6                      | 2                      |
| 2                      | Edgars Kreilis              | „Cherry Absinthe”         | 4                      | 3,68%                  | 3,53%                  | 6,30%                  | 1,94%                  | 7                      | 11                     | 6                      |
| 3                      | Aivo Oskis                  | „Somebody's Got My Lover” | 8                      | 1,22%                  | 0,85%                  | 12,00%                 | 1,94%                  | 8                      | 16                     | 8                      |
| 4                      | Double Faced Eels           | „Fire”                    | 3                      | 5,44%                  | 8,64%                  | 39,46%                 | 11,24%                 | 4                      | 7                      | 4                      |
| 5                      | Dziļi Violets feat. Kozmens | „Tautasdziesma”           | 7                      | 13.46%                 | 17,88%                 | 4,59%                  | 17,05%                 | 3                      | 10                     | 5                      |
| 6                      | Laime Pilnīga               | „Awe”                     | 2                      | 18,33%                 | 14,85%                 | 4,80%                  | 6,20%                  | 5                      | 7                      | 3                      |
| 7                      | Samanta Tīna                | „Cutting the Wire”        | 6                      | 8,73%                  | 10,61%                 | 3,80%                  | 10,85%                 | 6                      | 12                     | 7                      |
| 8                      | Carousel                    | „That Night”              | 1                      | 25,28%                 | 26,26%                 | 4,57%                  | 8,53%                  | 2                      | 3                      | 1                      |